# Fredrik Norrena
Fredrik Norrena, född 29 november 1973 i Jakobstad, är en finlandssvensk före detta professionell ishockeymålvakt och nuvarande assisterande tränare för Kölner Haie i DEL. Efter att ha gjort seniordebut för moderklubben IFK Lepplax i den finska tredjeligan spelade Norrena främst för HC TPS i Liiga mellan 1992 och 2002. Under dessa år vann fyra finska guld och tog två silver. Under denna period representerade han också Kiekko-67, Turun Toverit och Lukko. Under en kort period spelade han även en handfull matcher för AIK i Elitserien.
Sommaren 2002 valdes Norrena vid NHL Entry Draft i den sjunde rundan som 213:e spelare totalt av Tampa Bay Lightning. De följande fyra åren tillbringade han i Sverige. Det första åren vann han SM-guld med Frölunda HC och spelade därefter tre säsonger för Linköping HC. 2006 skrev han ett avtal med Lightning, men blev kort därefter bortbytt till Columbus Blue Jackets i NHL, med vilka han tillbringade två och en halv säsong. Han avslutade säsongen 2008/09 med Ak Bars Kazan med vilka han vann Gagarin Cup. Mellan 2009 och 2013 återvände Norrena till Sverige och spelade under tre säsonger åter för Linköping. Den sista säsongen i Elitserien spelade han för Växjö Lakers HC. Han återvände sedan till HC TPS där han spelade säsongen 2013/14 innan han den 12 maj 2014 meddelade att han avslutat sin spelarkarriär.
Norrena gjorde A-landslagsdebut för Finland 2001 och spelade totalt fem VM och ett OS. Han tog ett OS-silver samt ett VM-silver och ett VM-brons.

## Karriär

### Klubblag

#### 1989–2002: Början av karriären och spel i Finland
Norrena inledde sin ishockeykarriär med moderklubben IFK Lepplax. Han spelade för klubben fram till 1992 och spelade för klubbens seniorlag i den finska tredjeligan de sista tre säsongerna i klubben. Inför säsongen 1992/93 anslöt Norrena till HC TPS och spelade primärt för dess J20-lag denna säsong. Under säsongen gjorde han debut i Liiga och spelade totalt två matcher för TPS. Han blev också utlånad till Kiekko-67 i finska andraligan. Säsongen 1993/94 spelade han totalt tre matcher för TPS J20. Han blev åter utlånad till Kiekko-67, där han spelade 15 grundseriematcher. Utöver detta spelade han 10 matcher i Liiga, där TPS tog ett silver efter finalförlust mot Jokerit med 1–3 i matcher. Norrena fick dock ingen speltid under detta slutspel.
Säsongen 1994/95 varvade Norrena spel med TPS med spel för Kiekko-67 i grundserien. Trots detta var han den målvakt i TPS som spelade flest matcher i grundserien. Han var därefter klubbens förstaval i det följande slutspelet. TPS tog sig åter till finalspel efter att ha slagit ut både JYP och Lukko med 3–1 i matcher i kvarts- och semifinal. I finalserien besegrades Jokerit med 2–3 i matcher och Norrena tilldelades därmed sitt första finska mästerskapsguld. Säsongen 1995/96 var Norrena initial TPS förstemålvakt. Han spelade totalt 26 grundseriematcher men spelade därefter inte en enda match i slutspelet, där TPS tog ett silver.
Norrena fick ingen speltid i TPS säsongen 1996/97 och blev åter utlånad till Kiekko-67. Under våren flyttade han till Sverige och AIK i Elitserien, för vilka han spelade totalt fem matcher. Han återvände till Liiga och spelade för Lukko säsongen 1997/98. Norrena gjorde sin högsta notering som seniorspelare vad gäller spelade matcher. Han spelade totalt 37 grundseriematcher för Lukko, som misslyckades att ta sig till slutspel.
Inför säsongen 1998/99 återvände Norrena till TPS och var andremålvakt bakom Miikka Kiprusoff. Laget vann grundserien, men slogs därefter ut i kvartsfinal mot Esbo Blues med 1–3 i matcher. Säsongen 1999/00 var han andremålvakt bakom Antero Niittymäki. Han blev under två matcher utlånad till Turun Toverit i den finska andraligan. I Liiga spelade han 21 grundseriematcher och hade både bäst räddningsprocent (93.5%) samt bäst genomsnitt insläppta mål per match (1.79) av samtliga målvakter i serien. I det följande slutspelet spelade Norrena fyra matcher. TPS tog sig till finalspel efter att ha slagit ut Ilves (3–0) och HIFK (3–1) i kvarts- respektive semifinal. I finalserien besegrades Jokerit med 3–1 i matcher och Norrena vann därmed sitt tredje Liigaguld.
Säsongen 2000/01 tog Norrena över som förstemålvakt och Niittymäki fick se sig som backup. Norrena spelade 39 grundseriematcher och höll nollan vid sex tillfällen, hans bästa notering i Liigasammanhang. För andra säsongen i följd var han den målvakt i serien som hade bäst genomsnitt insläppta mål per match (1.75). TPS slutade på andra plats i grundserien och i det följande slutspelet tog sig laget åter till finalspel sedan man slagit ut Pelicans och Kärpät (båda med 3–0 i matcher). I finalserien besegrades Tappara med 3–1 i matcher och Norrena spelade samtliga tio slutspelsmatcher. Norrena spelade sedan ytterligare en säsong för TPS där man tog sig till spel om brons och förlorade mot HPK med 3–1 i matcher.

#### 2002–2009: Elitserien, NHL och KHL

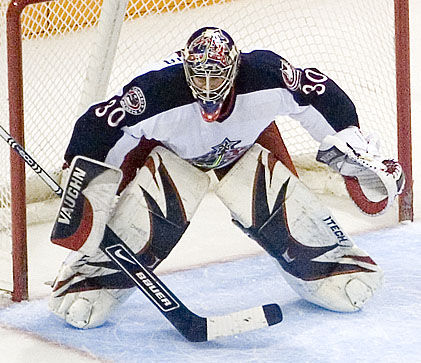
Norrena med Columbus Blue Jackets 2007.

I april 2002 bekräftades det att Norrena lämnat Finland för spel med Frölunda HC i Elitserien, med vilka han skrivit ett tvåårsavtal. Under sommaren 2002 valdes han vid NHL-draften som 213:e spelare totalt i den sjunde rundan av Tampa Bay Lightning. Han gjorde Elitseriedebut den 24 september samma år, i en 3–1-förlust mot Malmö Redhawks. Mot samma lag höll han sin första nolla i Elitserien, den 28 november 2002, och gjorde totalt 25 räddningar i en 3–0-seger. Norrena spelade 23 grundseriematcher och höll nollan vid ett tillfälle; Henrik Lundqvist var den som fick spela merparten av Frölundas matcher under denna säsong. Klubben vann grundserien och i SM-slutspelet tog sig Frölunda till finalspel sedan man slagit ut Modo Hockey och Timrå IK (båda med 4–2) i kvarts-, respektive semifinal. I finalserien besegrades Färjestad BK med 4–0 i matcher. Norrena stod de två sista finalmatcherna och höll nollan i den tredje finalmatchen.
Den 28 augusti 2003 bekräftade Linköping HC att man värvat Norrena från Frölunda och att han skrivit ett treårsavtal med klubben. I sin Elitseriedebut för Linköping höll Norrena nollan då laget besegrade Djurgårdens IF med 0–4. Norrena spelade 40 grundseriematcher och höll nollan vid nio av dessa, ett nytt ligarekord. I grundserien var han den målvakt som hade bäst räddningsprocent (94.1%) samt bäst genomsnitt insläppta mål per match (1.62). Laget slutade på fjärde plats i grundserien, men slogs sedan omgående ut i kvartsfinalserien mot Timrå IK med 4–1 i matcher.
Under sin andra säsong med Linköping slutade laget på andra plats i grundserien. Norrena spelade 43 matcher och slutade på andra plats bakom Henrik Lundqvist vad gäller genomsnitt insläppta mål per match (1.86), räddningsprocent (93.5%) samt antal segrar (30). Linköping slogs för andra säsongen i följd ut omgående i SM-slutspelet, denna gång mot Södertälje SK med 4–2 i kvartsfinalserien; Norrena spelade samtliga av dessa matcher. Säsongen 2005/06 var Norrena åter Linköpings förstaval som målvakt, men spelade färre matcher än de föregående två säsongerna. På 36 grundseriematcher höll han nollan vid fyra tillfällen. Efter att ha besegrat Luleå HF i kvartsfinalserien med 4–2 ledde Linköping semifinalserien mot Frölunda HC med 3–1 i matcher. Man föll dock sedan i tre raka matcher och slogs därmed ut ur SM-slutspelet.
Den 30 maj 2006 bekräftades det att Norrena lämnat Linköping då han skrivit ett ettårsavtal med Tampa Bay Lightning i NHL. En månad senare, den 30 juni, meddelades det dock att han bytts bort till Columbus Blue Jackets tillsammans med Fredrik Modin, mot Marc Denis. Norrena gjorde NHL-debut den 14 oktober 2006 i en match mot Minnesota Wild då han bytte av Pascal Leclaire i den andra perioden. Norrena tog snart över rollen som förstemålvakt i Blue Jackets säsongen 2006/07 och spelade i 55 av de 82 grundseriematcherna. Den 2 december 2006 höll han nollan för första gången i NHL; han satte också i samma veva ett rekord i laget då han totalt höll nollan i 155 minuter och 28 sekunder över fyra matcher.
Den 11 februari 2007 bekräftades det att Norrena skrivit ett nytt tvåårskontrakt med Blue Jackets. Säsongen 2007/08 var Norrena back-up för Leclaire och spelade totalt 37 matcher och höll nollan vid två av dessa. Laget misslyckades åter att ta sig till Stanley Cup-slutspelet. Efter att ha fått begränsat med speltid i inledningen av säsongen 2008/09 placerades Norrena på waiverslistan den 15 december 2008. Han blev inte vald av något annat NHL-lag och skickades därefter till Blue Jackets farmarlag Syracuse Crunch i AHL. Han spelade dock aldrig någon match för Crunch och skrev istället ett avtal för återstoden av säsongen med Ak Bars Kazan i KHL bara dagar senare, den 20 december. Norrena gjorde debut i KHL den 6 januari 2009 i en 0–2-förlust mot Torpedo Nizjnij Novgorod. Samma månad, den 19 januari, höll han sin första nolla i ligan, i en 0–2-seger mot Metallurg Novokuznetsk. I Gagarin Cup-slutspelet var Norrena Kazans förstaval där laget tog sig till final, efter att ha slagit ut Barys Astana (3–0), Avangard Omsk (3–2) och HK Dinamo Minsk (4–2). Norrena spelade fem av de sju finalmatcherna och höll nollan i den sista, som Kazan vann med 1–0.

#### 2009–2014: Slutet av karriären

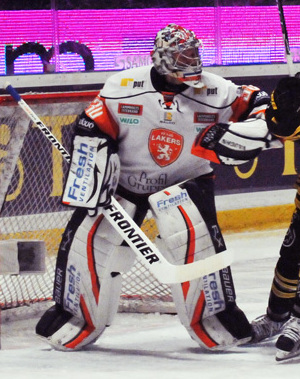
Norrena med Växjö Lakers HC 2013.

Den 14 april 2009 meddelades det att Norrena återvänt till Linköping HC då han skrivit ett tvåårsavtal med klubben. Norrena var förstemålvakt denna säsong, framför Christian Engstrand, och höll nollan i tre av de 45 matcher han spelade. Linköping slutade på tredje plats i grundserien och ställdes mot Frölunda HC i SM-slutspelets kvartsfinalserie. I seriens andra match fick Norrena ett matchstraff efter att ha delat ut ett slag mot Jens Karlsson. Karlsson ådrog sig en hjärnskakning och Norrena blev avstängd i tre matcher. Han var tillbaka i spel till de två avslutande matcherna i serien, som Linköping vann med 4–3. Laget slogs därefter ut i semifinal mot Djurgårdens IF med 4–1 i matcher. Säsongen 2010/11 var Norrena den målvakt i Elitserien som spelade flest grundseriematcher (48). Tillsammans med Alexander Salák var han också den som höll nollan vid flest tillfällen (7). I slutspelet stod han i samtliga sju matcher där Linköping slogs ut i kvartsfinal av Skellefteå AIK.
Den 29 mars 2011 bekräftades det att Norrena förlängt sitt avtal med Linköping med ytterligare två säsonger. Den följande säsongen misslyckades laget att ta sig till SM-slutspel för första gången på nio år. Efter Gustaf Wesslau var Norrena den målvakt som spelade flest matcher i grundserien (47) och han höll nollan vid fyra tillfällen. Trots ett år kvar på sitt avtal meddelades det den 13 maj 2012 att Norrena lämnat Linköping för spel med Växjö Lakers HC. Norrena spelade 46 grundseriematcher och höll nollan vid sex tillfällen. Växjö misslyckades att ta sig till SM-slutspel och Norrena spelade sin sista Elitseriematch den 2 mars 2013 i en 1–2-seger mot Linköping HC.
Den 9 april 2013 meddelade Norrena att han valt att avsluta sin spelarkarriär. Drygt två månader senare, den 6 juni, bekräftades det att han gjort en comeback och skrivit ett ettårskontrakt med HC TPS i Liiga. TPS misslyckades att ta sig till slutspel och Norrena höll nollan en gång på 48 grundseriematcher. Den 12 maj 2014 meddelades det att Norrena avslutat sin spelarkarriär. I juli 2016 pensionerades Norrenas matchtröja i moderklubben Lepplax hemmaarena.

### Landslag
Norrena gjorde A-landslagsdebut för Finland 2001. Vid VM i Sverige 2002 var Norrena uttagen till Finlands trupp. Norrena var andremålvakt och spelade en match i det inledande gruppspelet där han höll nollan mot Polen. Finland tog sig till semifinalspel efter att ha slagit ut USA i kvartsfinal med 3–1. I semifinalen föll man dock mot Ryssland efter straffläggning och i den följande bronsmatchen mot Sverige var Norrena startmålvakt. Finland ledde matchen med 3-0, men Sverige vann till slut med 5-3. Norrena spelade sitt andra VM 2004 i Tjeckien. Han fick dock endast spela en match, där han höll nollan i en 6–0-seger mot Danmark. Finland slogs ut i kvartsfinal mot Kanada med 5–4 efter förlängningsspel. Vid VM i Österrike 2005 var Norrena förstemålvakt, men fick lämna Finlands trupp efter att ha ådragit sig en skada. Han hann spela två matcher.
Norrena blev uttagen till det finska landslaget vid OS i Turin 2006. Norrena var andremålvakt och höll nollan vid Finlands andra match i turneringen (6–0 mot Italien). Han spelade sedan ytterligare en match som han höll nollan i (2–0 mot Tyskland). I slutspelet fick Norrena ingen speltid; laget tog sig till final där man föll mot Sverige med 3–2. Samma år spelade Norrena sitt fjärde VM, som avgjordes i Lettland. Han var initialt andremålvakt bakom Antero Niittymäki, men blev förstemålvakt sedan han ådragit sig en skada. I slutspelet slogs Finland ut av Tjeckien i semifinal med 3–1. Norrena höll sedan nollan i matchen om tredjepris som Finland vann med 0–5 mot Kanada. Norrena spelade totalt sex matcher och var den målvakt som höll nollan vid flest tillfällen (3). Han var också den målvakt som hade bäst räddningsprocent (95.1) och bäst genomsnitt insläppta mål per match (1.11).
Norrena spelade sitt sista världsmästerskap 2007 i Ryssland. Han spelade tre matcher och höll nollan i två av dessa. Norrena spelade inte i några av slutspelsmatcherna där Finland tog sig till final, som man dock förlorade mot Kanada med 4–2. Norrena spelade sin sista A-landslagsmatch under denna turnering, den 5 maj 2007 i en 3–0-seger mot Italien.

## Statistik

### Klubbkarriär
| 1989–90    | IFK Lepplax           | II-div.    | 36  | —  | —  | — | —  | —     | —   | — | —    | —    | —  | — | — | —   | —  | — | —    | —    |
| 1990–91    | IFK Lepplax           | II-div.    | 36  | —  | —  | — | —  | —     | —   | — | —    | —    | —  | — | — | —   | —  | — | —    | —    |
| 1991–92    | IFK Lepplax           | II-div.    | 35  | —  | —  | — | —  | —     | —   | — | —    | —    | —  | — | — | —   | —  | — | —    | —    |
| 1992–93    | Kiekko-67             | I-div.     | —   | —  | —  | — | —  | —     | —   | — | —    | —    | —  | — | — | —   | —  | — | —    | —    |
| 1992–93    | HC TPS                | Liiga      | 2   | —  | —  | — | —  | 30    | 1   | 0 | 2.01 | .917 | —  | — | — | —   | —  | — | —    | —    |
| 1993–94    | HC TPS                | Liiga      | 10  | 3  | 3  | 0 | —  | 387   | 19  | 0 | 2.94 | .903 | —  | — | — | —   | —  | — | —    | —    |
| 1993–94    | Kiekko-67             | I-div.     | 15  | 7  | 7  | 1 | —  | 884   | 43  | 2 | 2.92 | .911 | —  | — | — | —   | —  | — | —    | —    |
| 1994–95    | HC TPS                | Liiga      | 22  | 14 | 6  | 2 | —  | 1328  | 60  | 1 | 2.71 | .903 | 11 | 7 | 4 | 666 | 27 | 1 | 2.43 | .921 |
| 1994–95    | Kiekko-67             | I-div.     | 15  | —  | —  | — | —  | 828   | 34  | 0 | 2.46 | .913 | —  | — | — | —   | —  | — | —    | —    |
| 1995–96    | HC TPS                | Liiga      | 26  | 14 | 8  | 3 | —  | 1539  | 68  | 0 | 2.65 | .914 | —  | — | — | —   | —  | — | —    | —    |
| 1996–97    | Kiekko-67             | I-div.     | 12  | —  | —  | — | —  | 725   | 36  | 0 | 2.98 | .906 | —  | — | — | —   | —  | — | —    | —    |
| 1996–97    | AIK                   | Elitserien | 5   | —  | —  | — | —  | 274   | 21  | 1 | 4.60 | .811 | —  | — | — | —   | —  | — | —    | —    |
| 1997–98    | Lukko                 | Liiga      | 37  | 12 | 19 | 4 | —  | 2174  | 105 | 0 | 2.90 | .908 | —  | — | — | —   | —  | — | —    | —    |
| 1998–99    | HC TPS                | Liiga      | 20  | 11 | 4  | 1 | —  | 1010  | 35  | 2 | 2.08 | .925 | 1  | 0 | 0 | 20  | 2  | 0 | 6.00 | .833 |
| 1999–00    | HC TPS                | Liiga      | 21  | 15 | 4  | 0 | —  | 1175  | 35  | 2 | 1.79 | .935 | 4  | 3 | 0 | 234 | 10 | 0 | 2.56 | .899 |
| 1999–00    | Turun Toverit         | I-div.     | 2   | 1  | 1  | 0 | —  | 118   | 7   | 0 | 3.54 | .833 | —  | — | — | —   | —  | — | —    | —    |
| 2000–01    | HC TPS                | Liiga      | 39  | 26 | 10 | 3 | —  | 2266  | 66  | 6 | 1.75 | .931 | 10 | 9 | 1 | 603 | 13 | 2 | 1.29 | .945 |
| 2001–02    | HC TPS                | Liiga      | 32  | 14 | 11 | 5 | —  | 1878  | 62  | 2 | 1.98 | .932 | 4  | 1 | 3 | 256 | 7  | 1 | 1.64 | .952 |
| 2002–03    | Frölunda HC           | Elitserien | 23  | —  | —  | — | —  | 1386  | 56  | 1 | 2.42 | .907 | 4  | — | — | 288 | 6  | 1 | 1.25 | .957 |
| 2003–04    | Linköping HC          | Elitserien | 40  | 25 | 15 | 0 | —  | 2415  | 68  | 9 | 1.69 | .939 | 3  | — | — | 176 | 6  | 0 | 2.05 | .908 |
| 2004–05    | Linköping HC          | Elitserien | 43  | 30 | 11 | 1 | —  | 2522  | 78  | 5 | 1.86 | .934 | 6  | — | — | 383 | 13 | 0 | 2.03 | .921 |
| 2005–06    | Linköping HC          | Elitserien | 36  | 19 | 11 | — | 6  | 2170  | 78  | 4 | 2.16 | .914 | 12 | 6 | 5 | 693 | 22 | 2 | 1.90 | .925 |
| 2006–07    | Columbus Blue Jackets | NHL        | 55  | 24 | 23 | — | 3  | 2952  | 137 | 3 | 2.78 | .904 | —  | — | — | —   | —  | — | —    | —    |
| 2007–08    | Columbus Blue Jackets | NHL        | 37  | 10 | 19 | — | 6  | 1959  | 89  | 2 | 2.72 | .896 | —  | — | — | —   | —  | — | —    | —    |
| 2008–09    | Columbus Blue Jackets | NHL        | 8   | 1  | 3  | — | 2  | 323   | 17  | 0 | 3.16 | .872 | —  | — | — | —   | —  | — | —    | —    |
| 2008–09    | Ak Bars Kazan         | KHL        | 11  | 6  | 3  | — | 2  | 669   | 18  | 1 | 1.61 | .931 | 15 | 9 | 5 | 892 | 29 | 2 | 1.95 | .920 |
| 2009–10    | Linköping HC          | Elitserien | 45  | 23 | 19 | — | 0  | 2551  | 106 | 3 | 2.49 | .907 | 9  | 4 | 5 | 561 | 22 | 1 | 2.35 | .921 |
| 2010–11    | Linköping HC          | Elitserien | 48  | 22 | 26 | — | 0  | 2917  | 103 | 6 | 2.12 | .922 | 7  | 3 | 4 | 423 | 17 | 0 | 2.41 | .920 |
| 2011–12    | Linköping HC          | Elitserien | 47  | 19 | 23 | — | 0  | 2699  | 104 | 4 | 2.31 | .920 | —  | — | — | —   | —  | — | —    | —    |
| 2012–13    | Växjö Lakers HC       | Elitserien | 46  | 19 | 27 | — | 0  | 2725  | 95  | 6 | 2.09 | .919 | —  | — | — | —   | —  | — | —    | —    |
| 2013–14    | HC TPS                | Liiga      | 48  | 12 | 23 | — | 11 | 2683  | 129 | 1 | 2.89 | .909 | —  | — | — | —   | —  | — | —    | —    |
| NHL totalt | NHL totalt            | NHL totalt | 100 | 35 | 45 | — | 11 | 5,234 | 243 | 5 | 2.88 | .891 | —  | — | — | —   | —  | — | —    | —    |

### Internationellt
| År            | Lag           | Turnering     |               | GP | W  | L | T   | MIN | GA | SO   | GAA   | SV% |
| ------------- | ------------- | ------------- | ------------- | -- | -- | - | --- | --- | -- | ---- | ----- | --- |
| 2002          | Finland       | VM            | 2             | 1  | 1  | 0 | 119 | 4   | 1  | 2.01 | .920  |     |
| 2004          | Finland       | VM            | 1             | 1  | 0  | 0 | 60  | 0   | 1  | 0.00 | 1.000 |     |
| 2005          | Finland       | VM            | 2             | 1  | 1  | 0 | 120 | 6   | 0  | 3.00 | .882  |     |
| 2006          | Finland       | OS            | 2             | 2  | 0  | 0 | 120 | 0   | 2  | 0.00 | 1.000 |     |
| 2006          | Finland       | VM            | 6             | 4  | 1  | 0 | 326 | 6   | 3  | 1.11 | .951  |     |
| 2007          | Finland       | VM            | 3             | 2  | 1  | 0 | 180 | 5   | 2  | 1.67 | .931  |     |
| Senior totalt | Senior totalt | Senior totalt | Senior totalt | 16 | 11 | 4 | 0   | 925 | 21 | 9    | 1.36  | —   |